# Janirella extenuata
Janirella extenuata är en kräftdjursart som beskrevs av Yakov Avadievich Birstein 1971. Janirella extenuata ingår i släktet Janirella och familjen Janirellidae. Inga underarter finns listade i Catalogue of Life.